# NGC 1031
NGC 1031 ist eine Balken-Spiralgalaxie vom Hubble-Typ SBa im Sternbild Horologium am Südsternhimmel. Sie ist schätzungsweise 244 Millionen Lichtjahre von der Milchstraße entfernt und hat einen Durchmesser von etwa 140.000 Lichtjahren. Gemeinsam mit NGC 1136 und PGC 10415 bildet sie die Galaxiengruppe LGG 74.

Im selben Himmelsareal befindet sich u. a. die Galaxie NGC 1025.
Das Objekt wurde am 11. September 1836 von John Herschel entdeckt.